# Gospodarstvo Etiopije
Gospodarstvo Etiopije temelji na kmetijstvu, ki tej državi daje pol BDP, 60 % izvoza in več kot 80 % zaposlenosti. Etiopija sodi med najrevnejše države na svetu, saj okoli 80 % prebivalstva živi v veliki revščini.

## Kmetijstvo
Kar 89 % delovne sile se preživlja s samooskrbnim kmetijstvom. Po letu 1991 so ob pomoči mednarodne skupnosti razmeroma uspešno izpeljali prehod v tržno gospodarstvo z liberalizacijo cen, zmanjšanjem državnega nadzora nad gospodarstvom in privatizacijo večjih podjetij, vendar to ni prineslo korenitih sprememb v kmetijstvu. Poleg težavnih razmer za kmetovanje (nezanesljive padavine, erozija tal, zastarele metode pridelovanja) ga pesti še pomanjkanje prometnic, tako da ne morejo zagotoviti niti dovolj hrane za domače potrebe.
Etiopija ima 12,5 milijonov hektarjev njiv in trajnih nasadov (11 % površine) ter 22,7 milijonov hektarjev travnikov in pašnikov (20 % površine). Na višavju prevladujejo majhne samooskrbne kmetije (polovica ima manj kot 1 hektar obdelovalne zemlje), ki za lastno prehrano pridelujejo tef, koruzo, sirek, ječmen, proso, krompir in arašide ter gojijo nekaj živine (govedo, koze, konji), za prodajo pa kavo (246.000 ton, 6. na svetu; 64 % vrednosti izvoza), bombaž in oljnice. V savanskem pasu na jugu je poglavitna dejavnost živinoreja, predvsem govedoreja (29,9 milijonov glav goveda, 7. na svetu) in ovčereja (21,7 milijonov glav), v puščavskem svetu na severovzhodu pa redijo predvsem koze in kamele.

## Gozdarstvo
Etiopija ima 15 milijonov hektarov gozdov (13,3 % površine), vendar večinoma v težko dostopnih gorskih dolinah in na jugozahodu, povsod drugod pa je gozd izkrčen in degradiran, saj je za večino prebivalstva edini vir kurjave.

## Rudarstvo in energetika
Zaenkrat niso našli pomembnejšega rudnega bogastva. Pridobivajo samo kuhinjsko sol iz slanih jezer v Danakilski depresiji ter nekaj zlata (pokrajina Sidamo na jugu) in platine na zahodu (Jubdo).
Instalirana moč elektrarn je 464 MW; 88 % energije pridobijo v hidroelektrarnah (predvsem na reki Avaš), 6 % v termoelektrarnah in 5 % iz geotermalne energije v etiopskem tektonskem jarku.

## Industrija
Industrija je skromno razvita, namenjena samo domačemu trgu, zaposluje manj kot 2 % delovne sile in prispeva okoli 8 % BDP; večina je v Adis Abebi in Dire Davi. Poglavitne panoge so tekstilna, živilska (sladkor, rastlinska olja, brezalkoholne pijače), usnjarska, obutvena in tobačna industrija ter industrija gradbenega materiala.

## Promet in turizem
Velike možnosti za razvoj turizma (slikovita pokrajina, kulturne znamenitosti, narodni parki) so slabo izkoriščene zaradi pomanjkanja prometne in turistične infrastrukture (102.000 tujih turistov na leto).
Cestni promet
Cest je 19.400 km (15 % asfaltiranih). Cestno omrežje je zelo redko, še posebej malo je lokalnih cest. Najpomembnejše so ceste Adis Abeba – Asmara (759 km),  Dese – Džibuti (523 km) in Adis Abeba – kenijska meja (801 km).
Železniški promet
782 km dolga etiopsko – džibutska železniška proga (razmik med tiri 1000 mm), zgrajena 1897-1917.
Ladijski promet
Kljub sporazumu Etiopija od 1998 ne uporablja več eritrejskih pristanišč Aseb in Mits'iva; večina prometa poteka skozi pristanišči Džibuti in Mombasa.
Letalski promet
Mednarodni letališči sta Adis Abeba in Dire Dawa, imajo pa še 29 manjših letališč. Nacionalni prevoznik je Ethiopian Airlines.